# トランプタワー

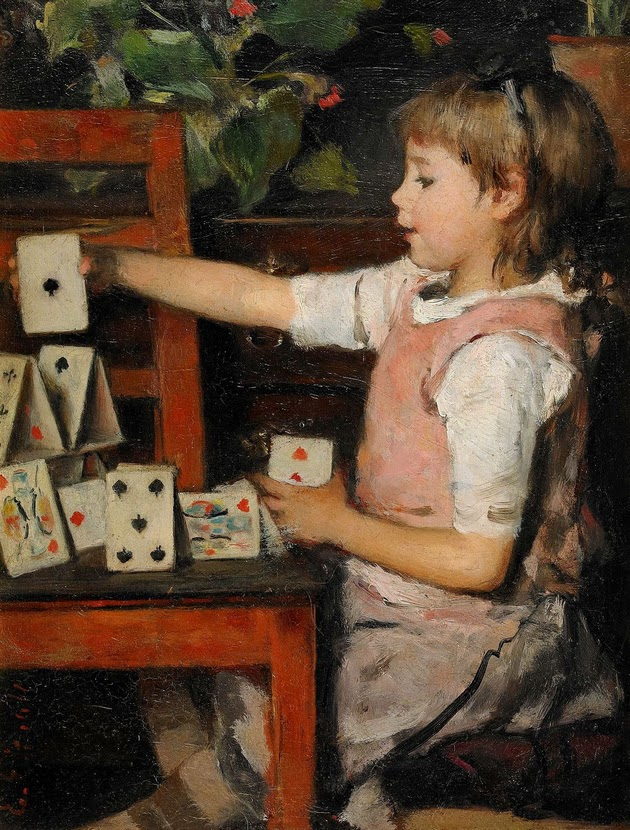
トランプタワーを作って遊ぶ少女
----
エマ・エックウォール "Flicka som bygger korthus" ／1925年までに描かれた、スウェーデン人女流画家の油彩画。タイトルはスウェーデン語で「トランプタワーを築く少女」の意。

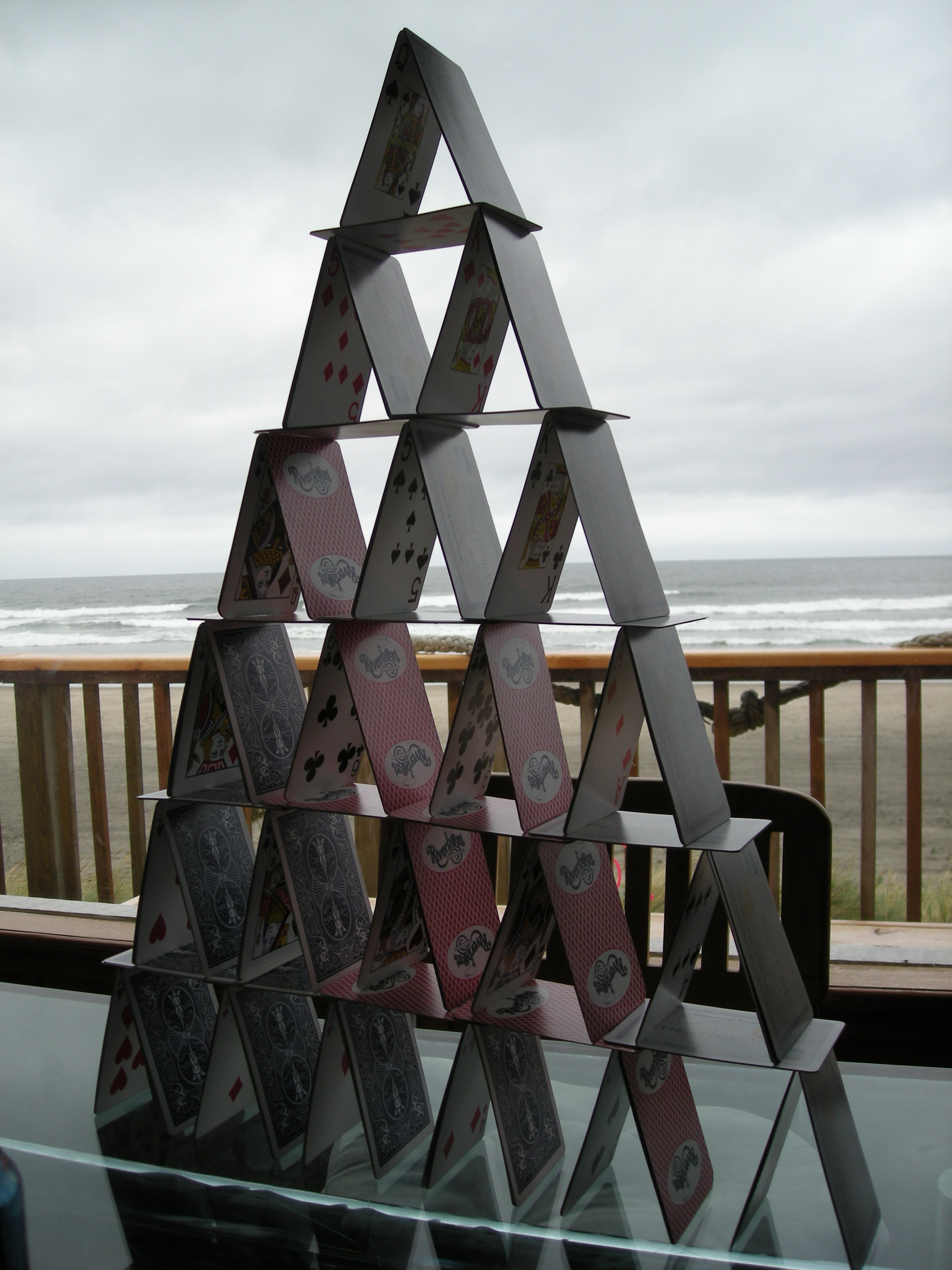
6段のトランプタワー

トランプタワー（英: House of cards, Card tower）は、トランプで作ったタワー。基本的な三角形型の物は、トランプピラミッドとも呼ばれる。

## 作成方法と必要な枚数
タワーを作る方法は例えば下の図のようなものである。
```
                                              /\
                                             /  \
                            -----           -----
 /\         /\  /\          /\  /\          /\  /\
/  \       /  \/  \        /  \/  \        /  \/  \
```

この手順に沿って作成する時に必要な枚数は、段数をnとすると、(n/2)(3n+1) という数式で表せる。例えば、10段なら(10/2)(3×10+1)=5×31=155枚、100段なら(100/2)(3×100+1)=50×301=15,050枚となる。
1組（52枚）のみで組む場合、最下段の山は6つから始めるが、4段目を組み終えたところでトランプが残り2枚となるため、最上段の山は2つ少ない1つとなる。テレビドラマ「花よめは16歳」のエンディング映像でも、1組のトランプでトランプタワーを組んでいる。

## Bryan Bergによる記録
1992年にブライアン・バーグ(Bryan Berg)は、ベルリンで4.42mのタワーを完成させた。
1995年にはボストンで23004枚（442セットあまり）のカードを使って83階立て、高さ4.9mのタワーを完成させた。
ギネスブックに登録されたタワーは1998年10月にアイオワ州立大学で作られたもので高さ25フィート（7.6m）、トランプを1500セット以上使ったもの。Bryan Berg によると2週間半かけて毎日4時間から12時間ほどかかったという。
1999年3月には、再度ベルリンで高さ7.71m、トランプ1765セットを使用して131階立てのタワーを作った。カードの重さを合計すると110kgとなった。